# Cornelia Groot
Cornelia „Nycke” Groot (n. 4 mai 1988, Alkmaar, Olanda de Nord, Țările de Jos) este o handbalistă neerlandeză care evoluează pentru clubul ungar Győri Audi ETO KC și echipa națională a Țărilor de Jos, pe postul de coordonator de joc. Groot a reprezentat Țările de Jos la Campionatul Mondial din 2013, desfășurat în Serbia, și a obținut medalia de argint la Campionatul Mondial din 2015, desfășurat în Danemarca.

## Palmares
Club
- Liga Campionilor EHF:
  -  Câștigătoare (2): 2017, 2018, 2019
  - Finalistă (1): 2016

- Nemzeti Bajnokság I
  - Câștigătoare: 2016, 2017

- Magyar Kupa
  -  Câștigătoare: 2016

- Campionatul Danemarcei:
  - Câștigătoare: 2013

- Cupa Danemarcei:
  -  Câștigătoare: 2012

- Campionatul Olandei:
  - Câștigătoare: 2004

- Cupa EHF:
  - Finalistă: 2011

Echipa națională
- Campionatul Mondial:
  -  Medalie de argint: 2015
  -  Medalie de bronz: 2017

- Campionatul European:
  -  Medalie de argint: 2016

## Premii individuale
- Cea mai bună handbalistă din campionatul danez: 2013;[4]
- Cel mai bun coordonator din campionatul danez: 2014;[5]